# Oratórios
Oratórios är en kommun i Brasilien.   Den ligger i delstaten Minas Gerais, i den sydöstra delen av landet, 700 km sydost om huvudstaden Brasília. Antalet invånare är 4 486.
Omgivningarna runt Oratórios är huvudsakligen savann. Runt Oratórios är det ganska glesbefolkat, med 24 invånare per kvadratkilometer.